# Afshin (chanteur)
Afshin (en persan : افشین), né le 6 mai 1978 à Babol, en Iran, est un chanteur iranien.

## Discographie
- 1999 : Booye Baroon

1. Setare
2. Gharibeh
3. Ey Del
4. Booye Baroon
5. To Baram
6. Asali
7. Name Nevis
8. Instrumental

- 2002 : Setare

1. Atish
2. Setare
3. Dokhtare Sarzamin
4. Madar
5. Tablo
6. Shahre Ashenai
7. To Mitooni
8. Instrumental

- 2003 : Aso Pas

1. Dooset Daram
2. Delam Havato Kardeh
3. Khoshgel
4. Kashki
5. Sekkeye Mah
6. Tak Derakht
7. Aso Pas
8. Dige Doostam Madari
9. Kheili Vaghte
10. Qoo Leily
11. Esghe Jonoobi
12. Irane Man

- 2005 : Maach

1. Bad Joori Asheghet Sh.
2. Man
3. Dige Azat Badam Mird
4. Asali
5. Sheytoonak
6. Fekresho Kon
7. Maach
8. Az Inja Boro
9. Bikhial
10. Ashkamo Pak Konam

- 2008 : The Song For X